# Стрингер (фильм, 2014)
«Стрингер» (англ. Nightcrawler — «Ночной охотник» или «Червь») — американский триллер, снятый режиссёром и сценаристом Дэном Гилроем. Фильм впервые был показан на кинофестивале в Торонто и вышел в прокат 31 октября 2014 года. Главную роль исполнил Джейк Джилленхол, удостоенный за неё ряда наград (включая номинации на награды Британской академии «BAFTA», Американской Гильдии киноактёров и Голливудской ассоциации иностранной прессы «Золотой глобус») и неожиданно оставшийся без второй номинации на премию Американской киноакадемии «Оскар» в категории «Лучший актёр». Постановщик и сценарист картины Дэн Гилрой был номинирован на «Оскар» в категории «Лучший оригинальный сценарий».

## Сюжет
Вор со стажем Луис Блум пытается найти себе работу, но его никто не хочет брать даже на стажировку. Однажды он становится свидетелем того, как любительская съёмочная группа снимает автомобильную аварию. Эта запись попадает в утренние новости. После этого случая Луис заинтересовывается этой работой. Он меняет велосипед, который украл на пляже, на камеру и полицейскую рацию и снимает последствия угона автомобиля, чтобы продать видео местной телевизионной компании. Директор новостей Нина Ромина покупает запись Луиса, отмечая его способность снимать видео в удачных ракурсах. Через некоторое время Луис нанимает себе в напарники Рика, очень нуждающегося в деньгах молодого человека, и вместе с ним патрулирует город в поисках ночных происшествий. Вскоре их записи начинают пользоваться популярностью на телевидении, новостное агентство платит хорошие деньги, Луис покупает быструю машину и новое оборудование для съёмки. После того, как другой стрингер успевает первым заснять авиакатастрофу, Луис решает вывести его из игры. Он скрытно повреждает автомобиль конкурента, из-за чего тот попадает в аварию — потеряв управление, врезается в столб и ломает себе позвоночник. Луис без зазрения совести снимает всё это на видеокамеру.
На очередном «ночном патрулировании» Луис с Риком оказываются на месте ограбления дома в богатом районе. Луис успевает заснять преступников, уезжающих на машине и жертв преступления в доме до приезда полиции. Он продаёт эту запись новостному агентству за 15 тысяч долларов и ставит Нине свои условия дальнейшего сотрудничества. Теперь они с Риком работают как журналисты в собственной компании «Новостная видеопродукция. Профессиональная служба новостей». Вскоре полицейские начинают подозревать Луиса в сокрытии информации и просят предъявить им копию съёмки с места преступления. Он отдаёт им видео, но заранее вырезает сегмент, позволяющий идентифицировать грабителей.
Луис выслеживает преступников по номеру автомобиля и вместе с напарником приезжает к их дому. Луис не спешит звонить полицейским, вместо этого он ждёт, пока грабители не выйдут из дома, а после этого едет вслед за ними до ресторана быстрого питания, где они останавливаются перекусить. Только тогда Луис звонит полиции и раскрывает местонахождение преступников. Во время ожидания полиции Рик, который считает, что должен получать больше, пытается шантажировать Луиса тем, что тот скрыл часть информации о преступниках от полиции, настаивая на повышении зарплаты. Луис вынужден согласиться на условия Рика. Вскоре приезжает полицейская машина, затем ещё одна, в ресторанчике начинается перестрелка, один из злоумышленников успевает сесть в машину. Луис едет вслед за ним и записывает всё на видео. Через некоторое время преступник попадает в аварию, пытаясь оттолкнуть полицейскую машину. Луис посылает своего напарника заснять якобы мёртвого бандита, однако тот оказывается жив и стреляет в Рика. Приезжает полиция и убивает последнего преступника при попытке сопротивления. Луис подходит к раненому напарнику и признаётся, что соврал ему, чтобы убрать ненадёжного сотрудника из своей компании. Рик умирает.
В новостном агентстве все потрясены видеозаписью, это настоящая сенсация для их телеканала. Однако полиция думает по-другому, они задерживают Луиса, подозревая, что он специально не сразу сдал преступников для того, чтобы снять перестрелку, в которой погибли люди. Но у них оказывается недостаточно улик против Луиса, поэтому полицейские вынуждены отпустить его. В конце фильма показывают, как Луис принимает на стажировку новых сотрудников.

## В ролях
| Актёр            | Роль        |
| ---------------- | ----------- |
| Джейк Джилленхол | Луис Блум   |
| Риз Ахмед        | Рик         |
| Рене Руссо       | Нина Ромина |
| Билл Пэкстон     | Джо Лодер   |
| Энн Кьюсак       | Линда       |
| Кевин Рам        | Фрэнк Крузе |
| Кэтлин Йорк      | Джеки       |
| Эрик Ланж        | оператор    |
| Майкл Пападжон   | охранник    |

## Производство
Бюджет фильма составил 8,5 млн долл., большая часть которого была профинансирована Bold Films. Фильм получил ассигнование в размере 2,3 млн долл. от программы налоговых льгот Калифорнии.
Съёмочный период начался 6 октября 2013 года в Лос-Анджелесе и длился 27 дней. Съемки были сложным и загруженным процессом, так как было задействовано 80 локаций, из-за чего съемочной группе много раз приходилось менять несколько локаций за ночь.

## Критика
Картина была удостоена крайне высоких оценок кинопрессы. На сайте Rotten Tomatoes фильм имеет рейтинг 95 % на основе 280 рецензий со средним баллом 8,3 из 10.

## Награды и номинации
- 2014 — попадание в десятку лучших фильмов года по версии Национального совета кинокритиков США.
- 2014 — премия «Спутник» за лучший оригинальный сценарий (Дэн Гилрой), а также номинация в категории «лучшая мужская роль» (Джейк Джилленхол).
- 2014 — участие в конкурсной программе Стокгольмского кинофестиваля.
- 2015 — номинация на премию «Оскар» за лучший оригинальный сценарий (Дэн Гилрой).
- 2015 — номинация на премию «Золотой глобус» за лучшую мужскую роль в драматическом фильме (Джейк Джилленхол).
- 2015 — четыре номинации на премию BAFTA: лучший оригинальный сценарий (Дэн Гилрой), лучшая мужская роль (Джейк Джилленхол), лучшая женская роль второго плана (Рене Руссо), лучший монтаж (Джон Гилрой).
- 2015 — номинация на премию Гильдии киноактёров США за лучшую мужскую роль (Джейк Джилленхол).
- 2015 — премия «Сатурн» за лучшую женскую роль второго плана (Рене Руссо), а также номинации в категориях «лучший триллер» и «лучшая мужская роль» (Джейк Джилленхол).
- 2015 — две премии «Независимый дух» за лучший дебютный фильм и за лучший сценарий (Дэн Гилрой), а также три номинации: лучшая мужская роль (Джейк Джилленхол), лучшая мужская роль второго плана (Риз Ахмед), лучший монтаж (Джон Гилрой).
- 2015 — четыре номинации на премию Лондонского кружка кинокритиков: лучший фильм года, лучший сценарий (Дэн Гилрой), лучшая мужская роль (Джейк Джилленхол), лучшая мужская роль второго плана (Риз Ахмед).
- 2015 — номинация на премию Гильдии сценаристов США за лучший оригинальный сценарий (Дэн Гилрой).